# 로즈아나
로즈아나(1992년 ~ )는 대한민국의 가수다. 2021년 싱글 앨범 [Love Yourself]로 데뷔했다.

## 방송
- 듀엣가요제 (2016) - 11회 5위
- 히든싱어 6 (2020) - 화사 편 6위

## 음반
- Love Yourself (2021)
- 끝나지 않을 이야기로만 남아도.. (2021)
- 학교 2021 OST Part.3 (2021)
- 학교 2021 OST (2021)
- 꽃샘추위 (2022)
- Rosanna Driving Remix Album (2022)
- 노놀 VOL 01. 로즈아나 [ Rosanna ] ’ California Hotel ’ (2022)
- 겨울 끝에 (2024)
- Last order (2024)
- 내가 웃는 게 대답이야 (2024)
- 함께 가지 않을래 (2025)

## 피처링
- Dust funk <Grape Juice> (2022)

## 수상
- 김광석 노래 부르기 2016 우쿠렐레상 (2016)